# Scybalistodes vermiculalis
Scybalistodes vermiculalis là một loài bướm đêm trong họ Crambidae.